# Idaea improvisa
Idaea improvisa là một loài bướm đêm trong họ Geometridae.